# 邦賈加拉省

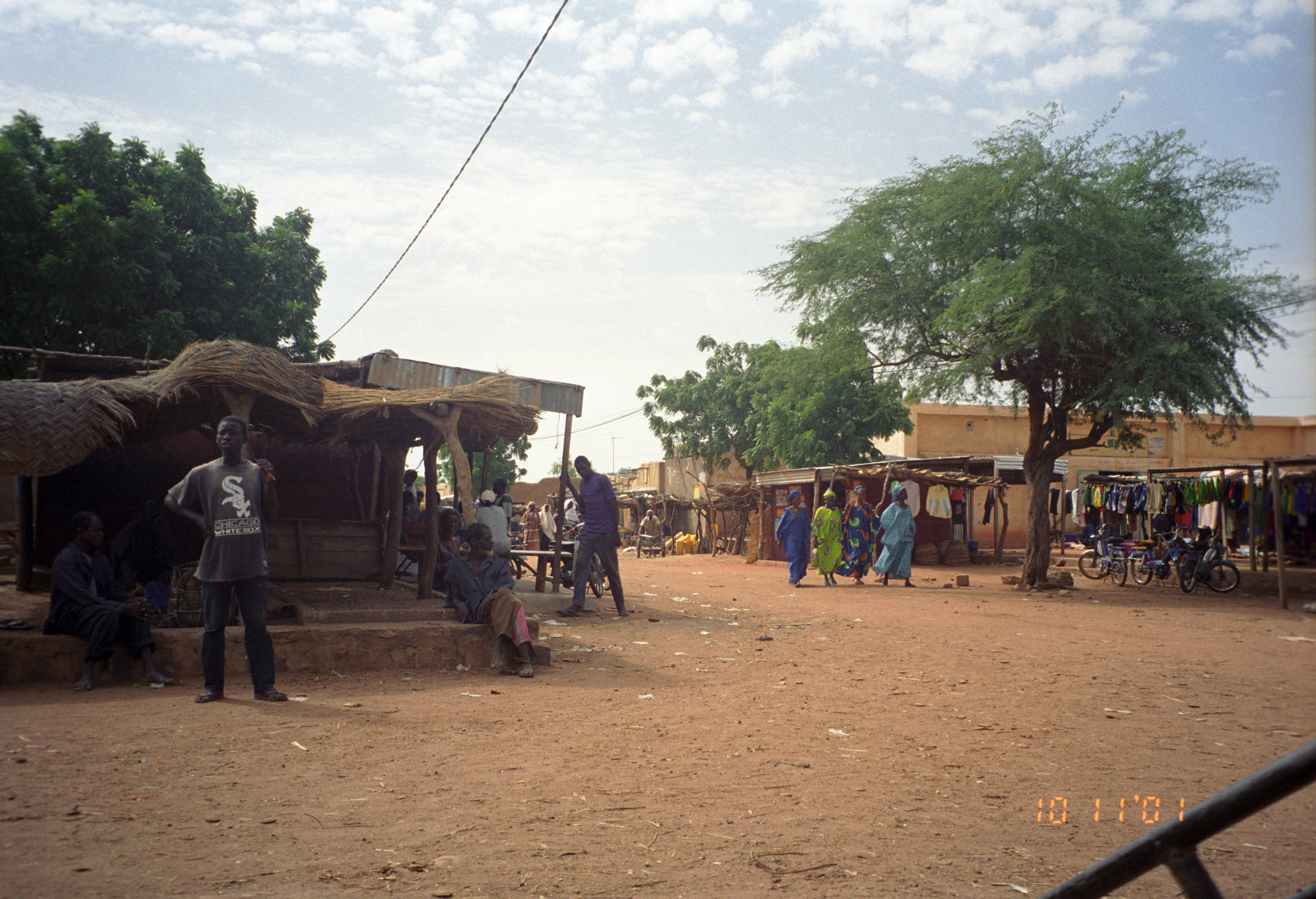

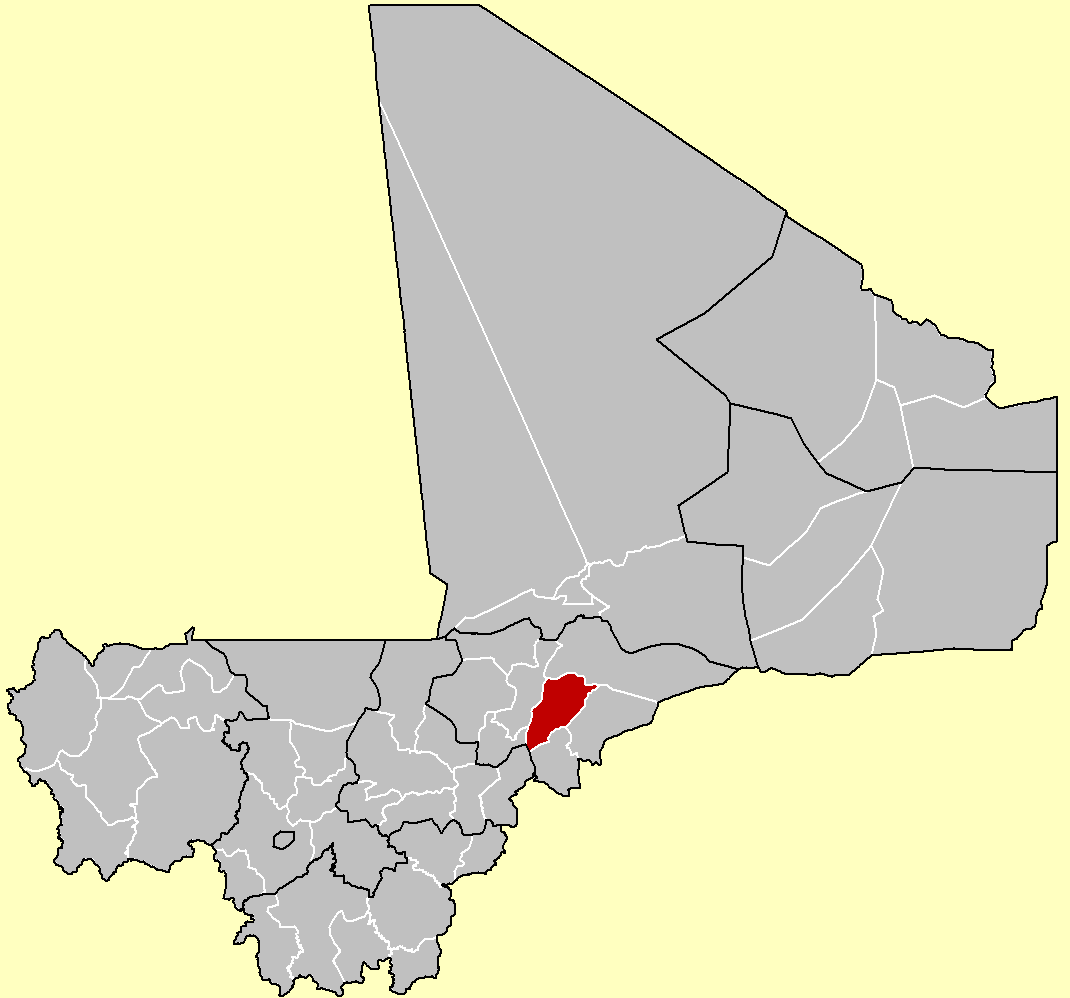

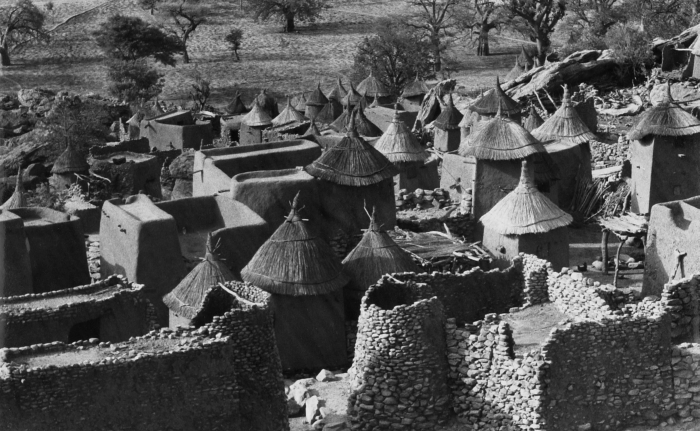

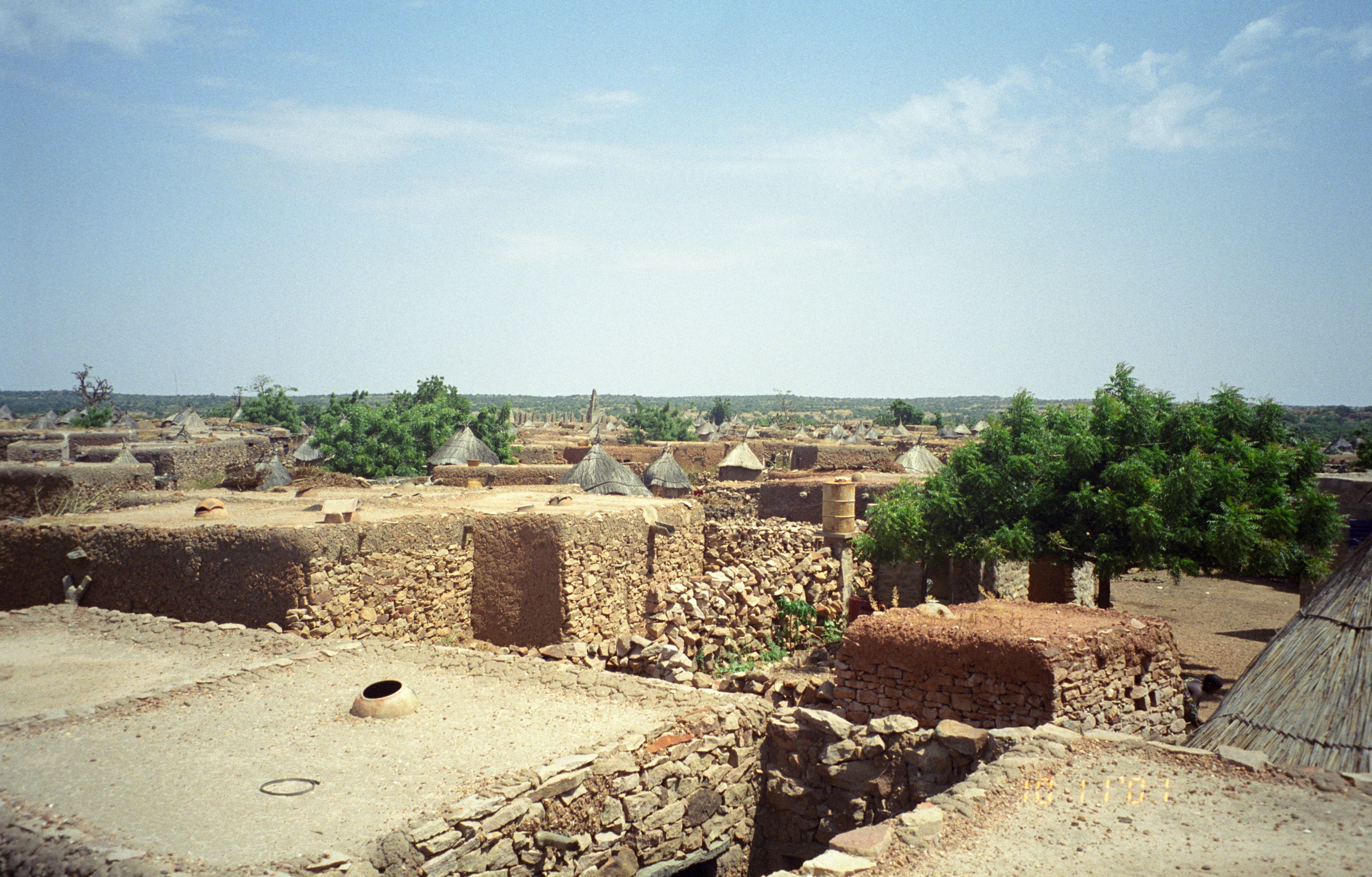

邦賈加拉省（法語：Cercle de Bandiagara），是馬里的省份，位於該國中部，由莫普提區負責管轄，首府設於邦賈加拉，面積10,520平方公里，2009年人口317,965，人口密度每平方公里30人。